# Libellago lineata
Espèce
Statut de conservation UICN

 LC  : Préoccupation mineure
Libellago lineata est un insecte de l'ordre des odonates (libellules), du sous-ordre des Zygoptera (demoiselles) et de la famille des Chlorocyphidae.

## Répartition
Libellago lineata est communément répandue en Asie tropicale. Elle se rencontre au Pakistan, en Inde,,,, au Bhoutan, au Népal, au Sri Lanka, au Bengladesh, en Birmanie,, en Thailande,, au Laos, au Vietnam,, en Malaisie, en Indonésie,,, en Chine,, à Taiwan, et aux Maldives[réf. souhaitée].

## Habitat
Libellago lineata apprécie les ruisseaux des collines et les rivières des paysages boisés. Elle se rencontre fréquemment sur les plantes aquatiques émergentes et les buissons en surplomb. Elle peut également être observée à proximité des ruisseaux rocailleux et des trous d'eau dans les forêts.

## Description
Libellago lineata est une petite demoiselle au corps noir et jaune avec des ailes transparentes aux extrémités noires dont le mâle mesure de 14 à 16 mm de long pour une envergure de 15 à 18 mm et la femelle de 13 à 17 mm de long pour une envergure de 17 à 20 mm.

### Description du mâle

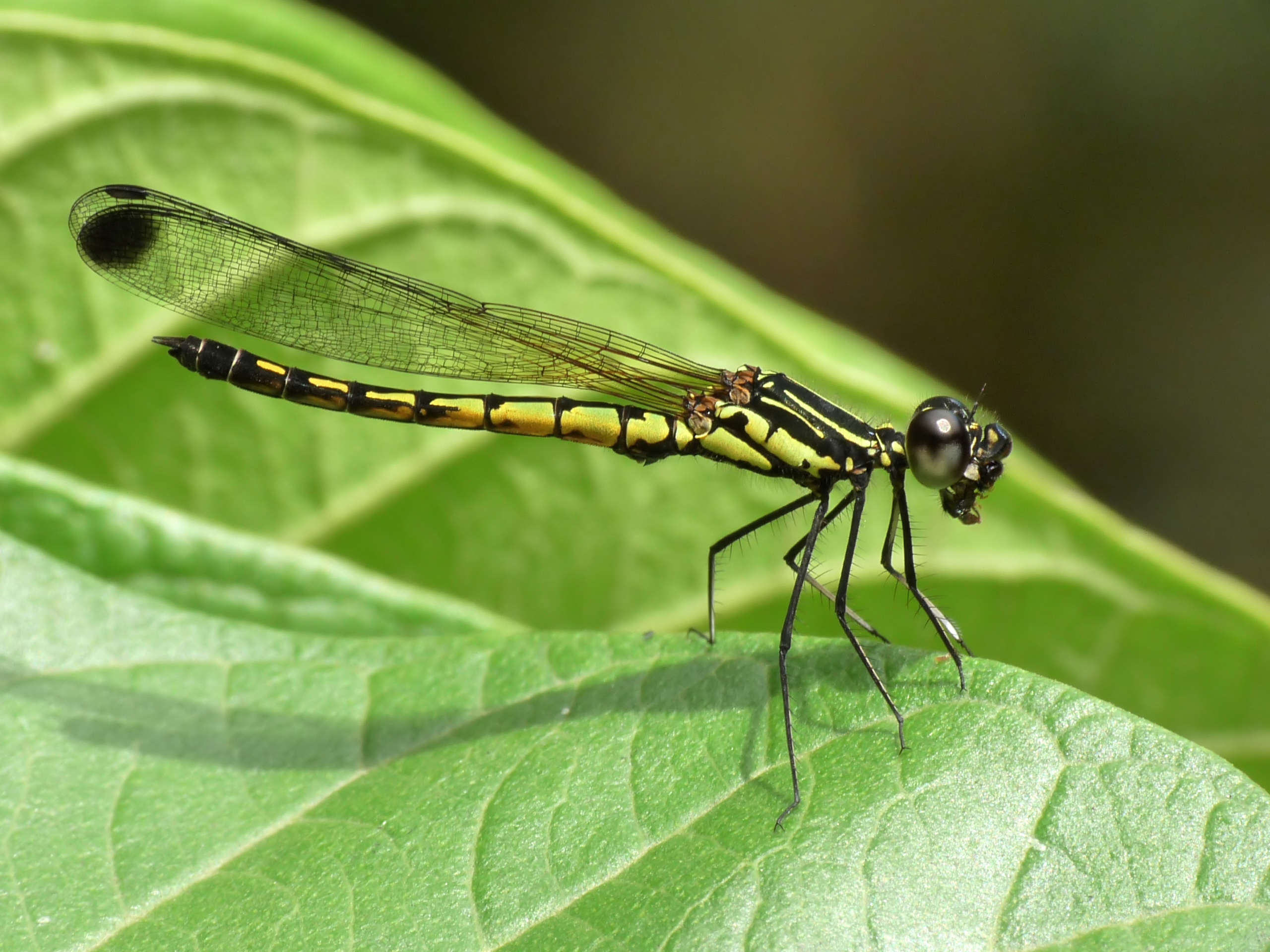
Libellago lineata ♂

Les yeux sont marron sur le dessus et gris sur le dessous. La tête est noire avec le sommet de l'épistome bleu foncé. Elle présente deux points à l'avant du vertex, un point de chaque côté des ocelles, un derrière les yeux, une bande sur l'oxiput surmontée d'une tache, tous jaune.
Le thorax est noir avec des bandes jaunes sur le dessus et les côtés. Il présente une ligne fine antérieure médiane dilatée à ses extrémités, deux lignes humérales avec la première qui descend plus bas et la seconde qui remonte plus haut, deux bandes latérales larges et quelques points à la base des ailes et sur l'espace inter-alaires.

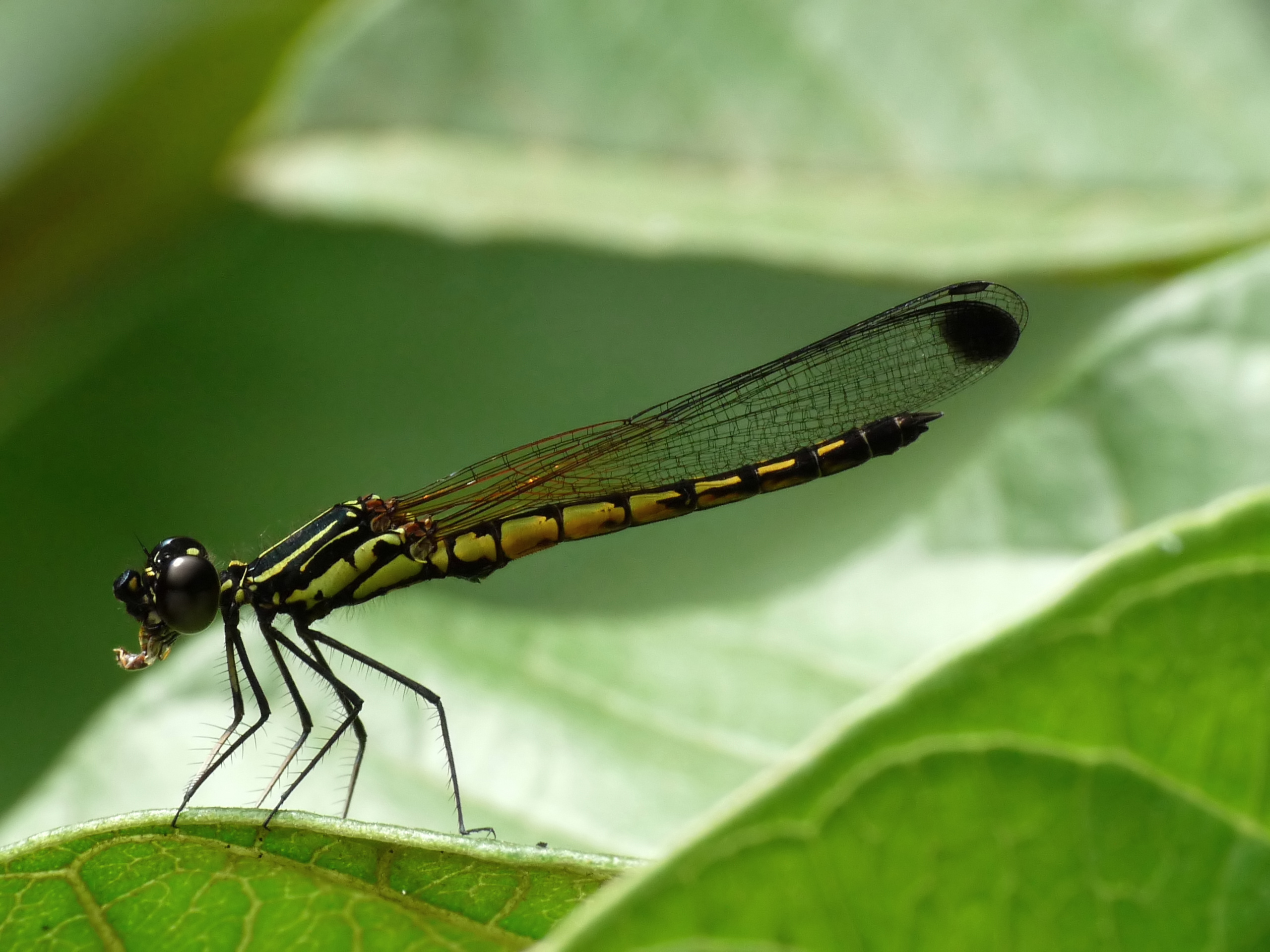
Libellago lineata ♂

Les pattes sont noires avec une bande blanche sur la moitié de la face interne des cuisses antérieures et un duvet blanchâtre sur la face interne des tibias.
Les ailes sont transparentes,, jaunâtres à la base avec une teinte ambrée ou rousse et un ptérostigma noir. Les ailes antérieures ne présentent pas de taches et leurs extrémités sont noires. Les ailes postérieures sont plus courtes et tachetées de noir.
L'abdomen, court, déprimé et un peu atténué à la base, est jaune doré avec des marques noires en forme de battant de cloche sur le dessus. Les segments 8 à 10 sont noirs.

### Description de la femelle

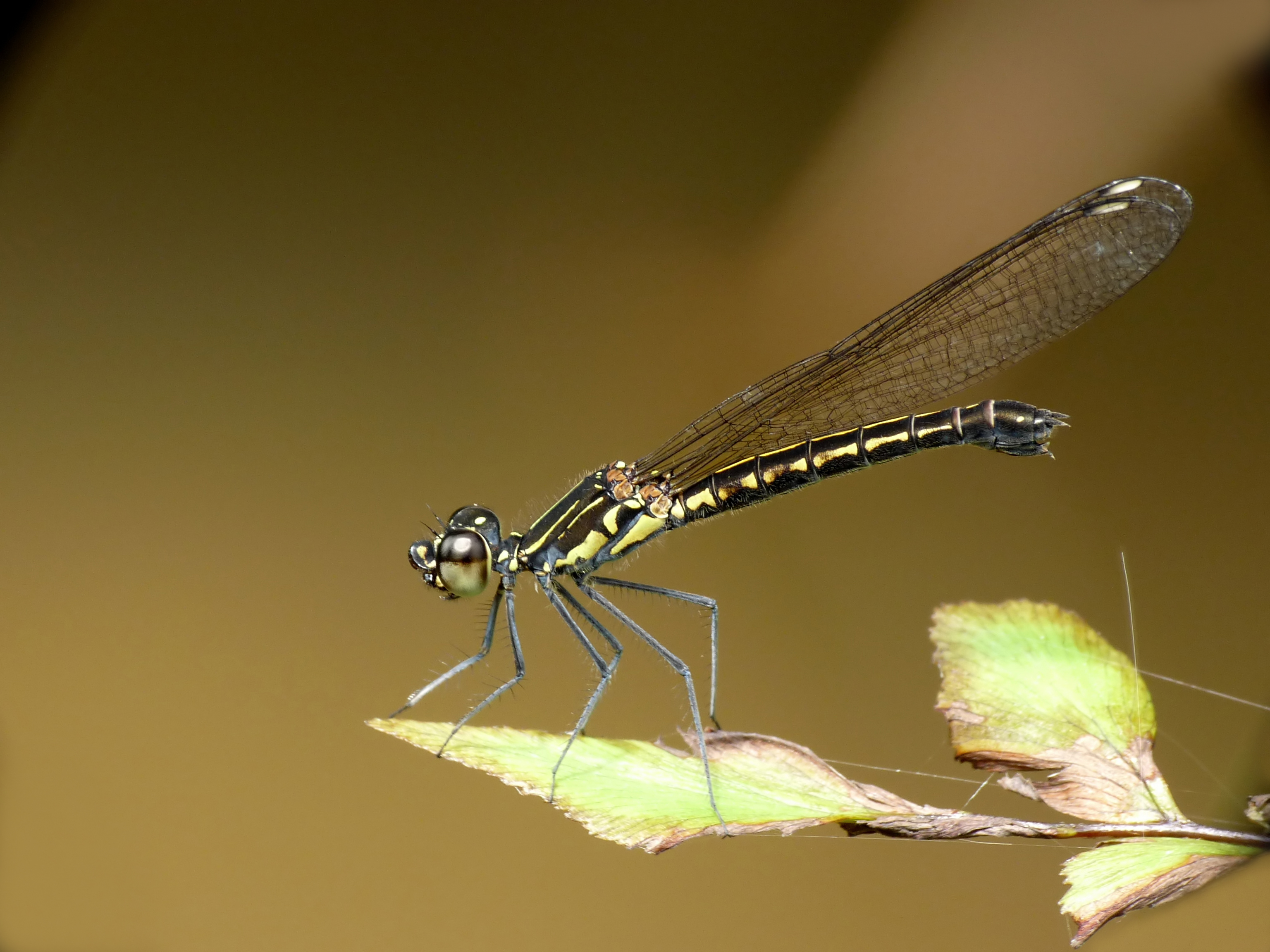
Libellago lineata ♀

La femelle est plus pâle et tend plus vers le vert.
Les yeux sont marron sur le dessus et gris sur le dessous.

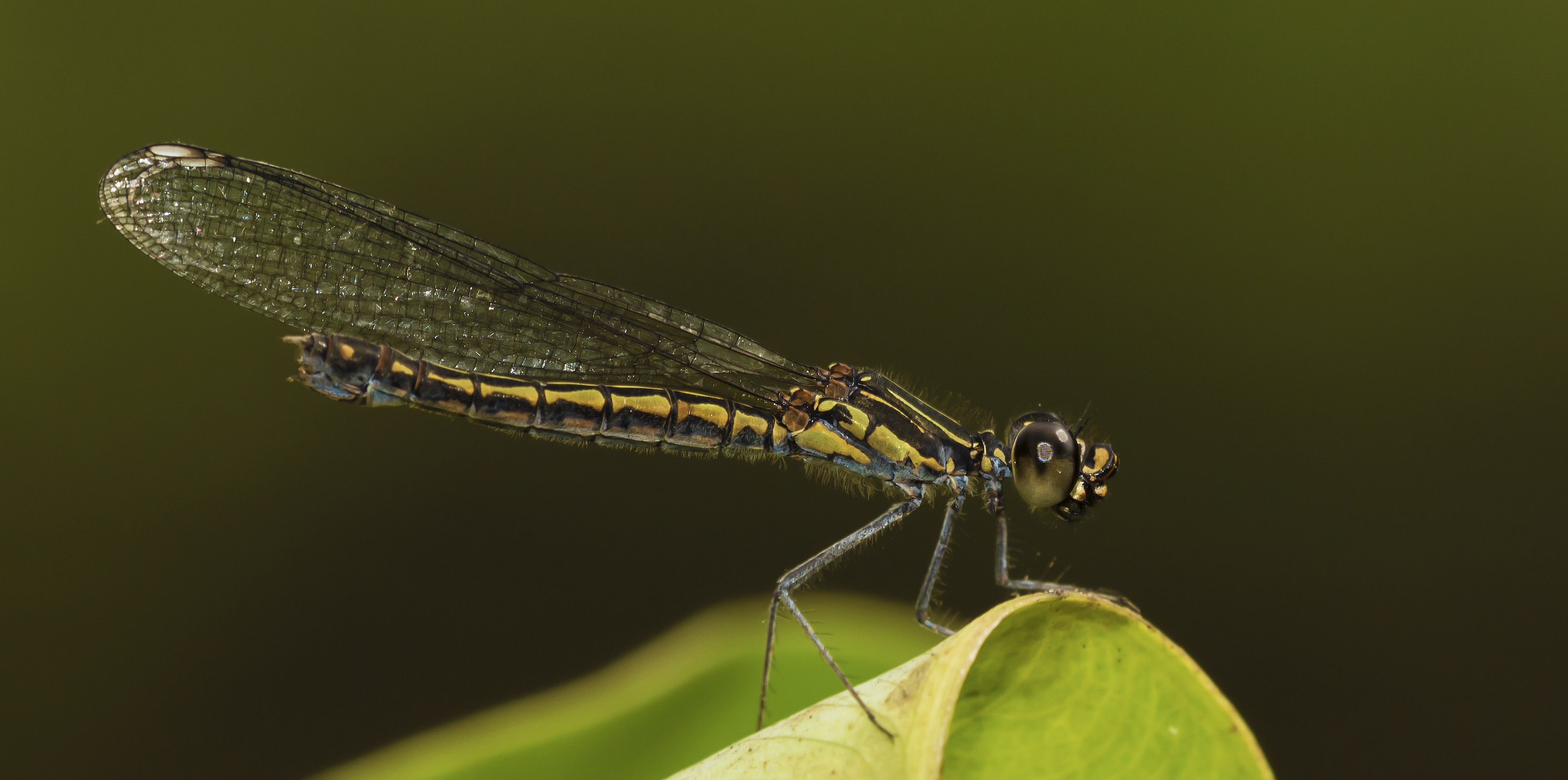
Libellago lineata ♀

Le thorax est semblable à celui du mâle avec des marques plus ternes et plus étendues.
Les pattes sont jaunes avec les fémurs largement surlignés de marron.
Les ailes sont transparentes avec une teinte ambrée. Des points blancs crémeux sont présents sur toutes les ailes.
L'abdomen est jaune avec des marques noires. Le premier segment présente une grande marque carrée sur le dessus. Les segments 2 à 8 ont de larges marques noires sur le dessus divisées par une ligne jaune étroite qui s'étend jusqu'au neuvième segment. Le dernier segment est noir.

## Écologie

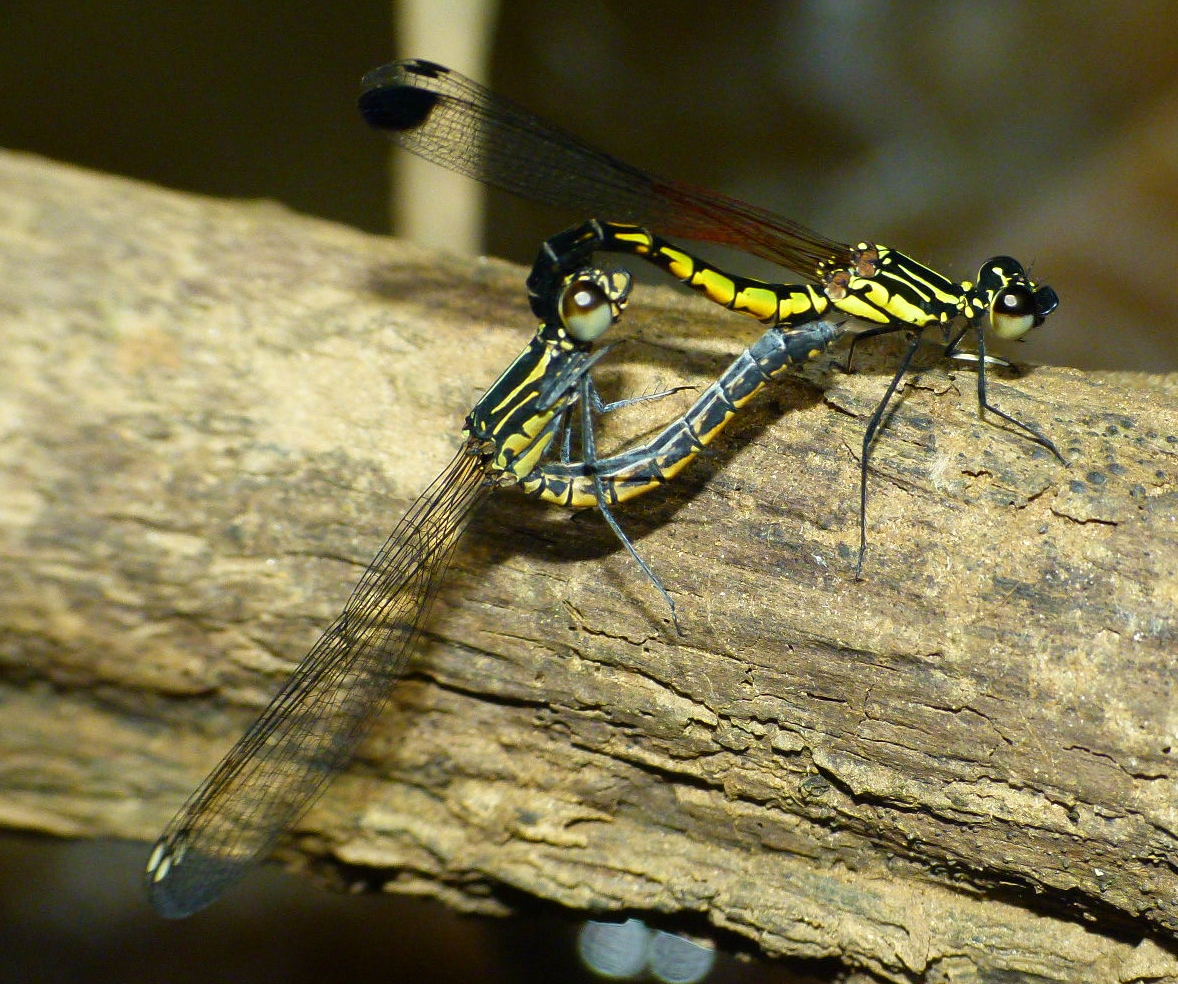
Accouplement

Les mâles parcourent leur territoire de manière répétée et en chasse les autres mâles conspécifiques en se plaçant en vol stationnaire devant les intrus.

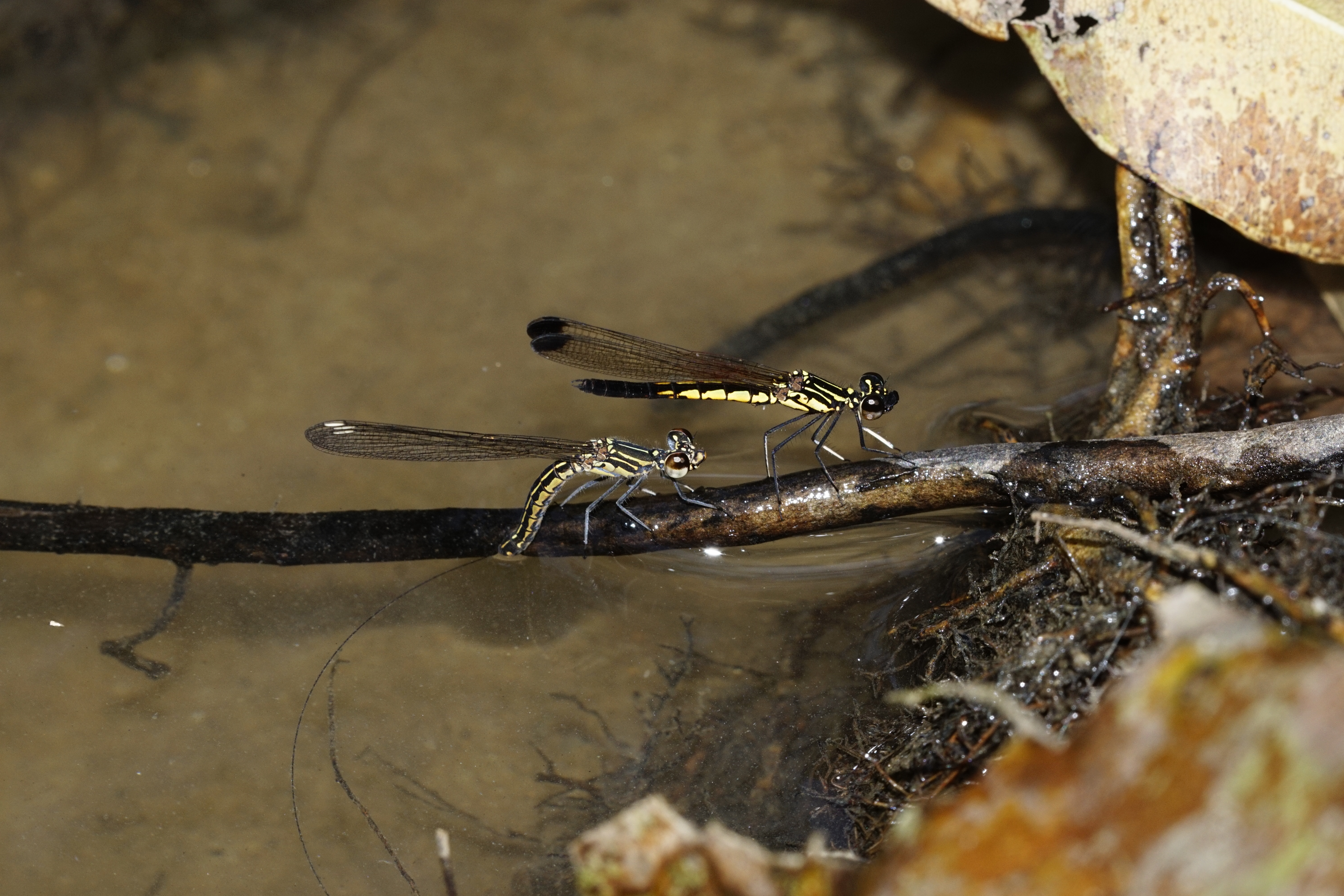
Mâle (à droite) surveillant la ponte de la femelle (à gauche)

Libellago lineata se reproduit dans les ruisseaux et les rivières. La femelle dépose ses œufs sur du bois en décomposition partiellement submergé.

## Systématique
L'espèce Libellago lineata a été décrite par l'entomologiste allemand Hermann Burmeister en 1839 sous le protonyme Calopteryx lineata.

### Liste de Sous-espèces
- Libellago lineata andamanensis (Fraser 1924)[17]
- Libellago lineata indica (Fraser, 1928)[18]
- Libellago lineata lineata (Burmeister, 1839)[18]

Il est à noter que les sous-espèces Libellago lineata andamanensis et Libellago lineata indica sont parfois considérées comme des espèces à part entière, Libellago andamanensis et Libellago indica,.

### Synonymes
- Calopteryx lineata Burmeister, 1839[16]
- Micromerus lineatus (Burneister, 1839)[12],[18]
- Micromerus uxor Rambur, 1842[12],[18]
- Micromerus blandus Hagen, 1853[18]
- Micromerus obscurus Kirby, 1886[18]
- Micromerus signatus Krüger, 1898[4]

## Galerie

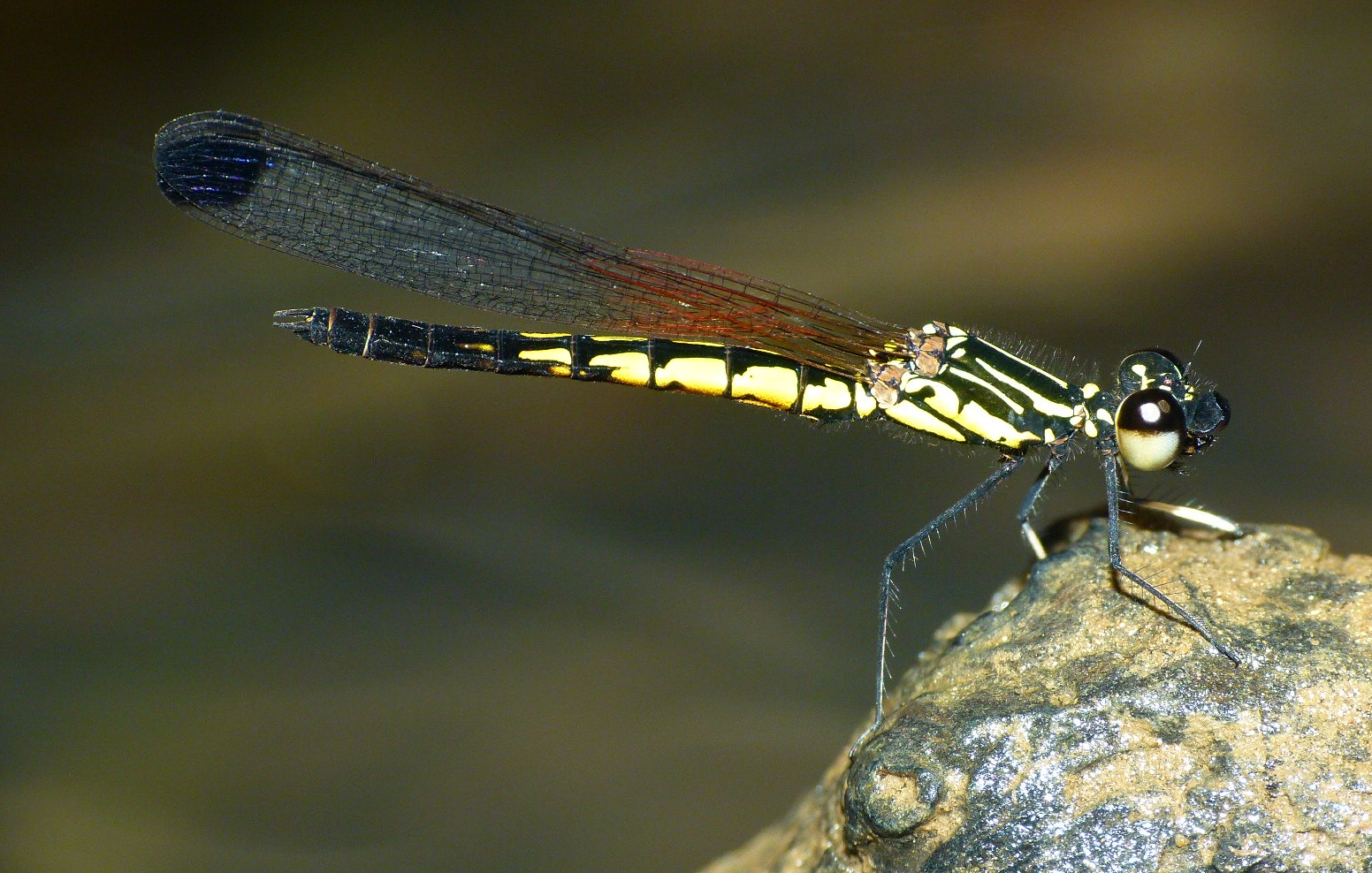
♂
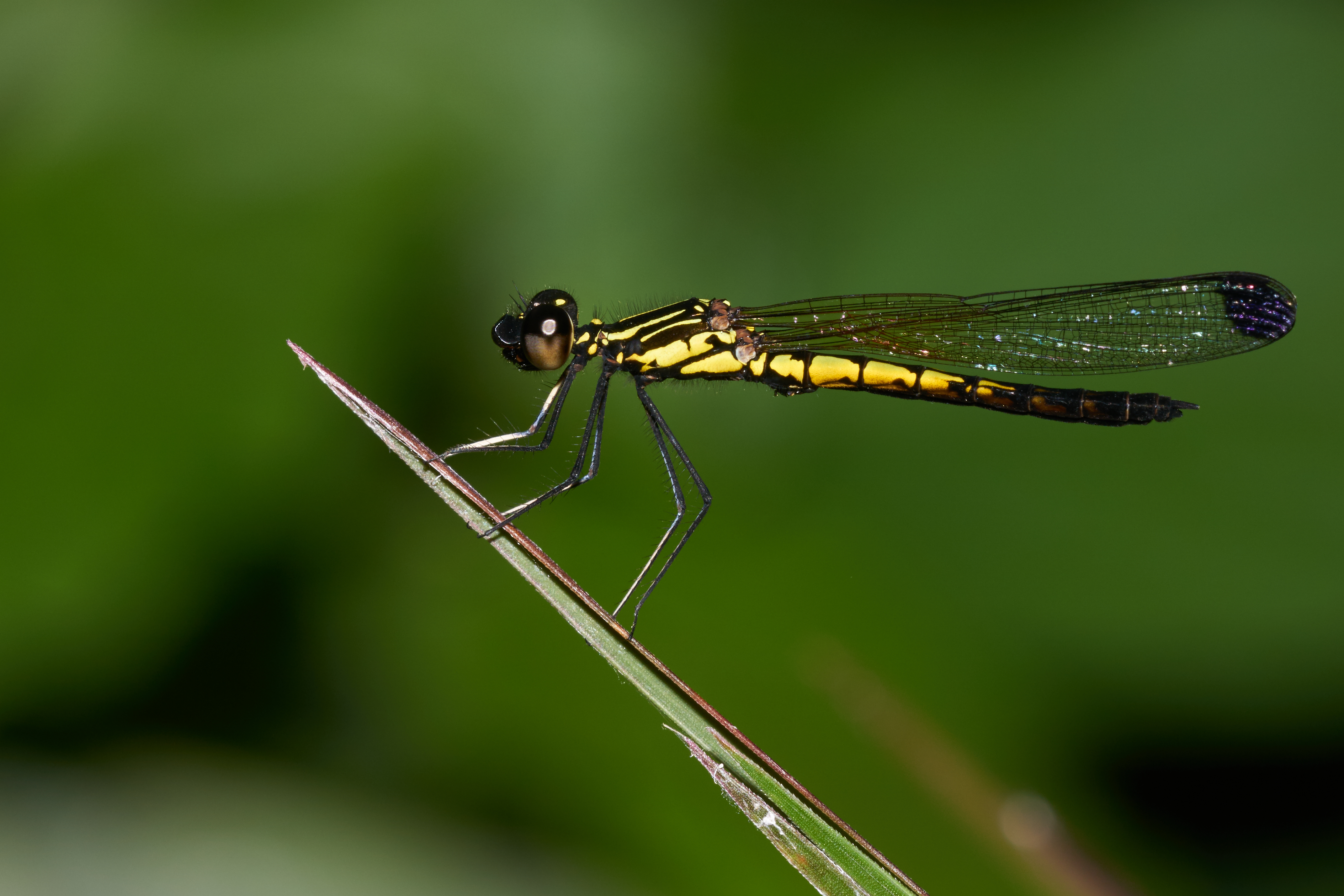
♂
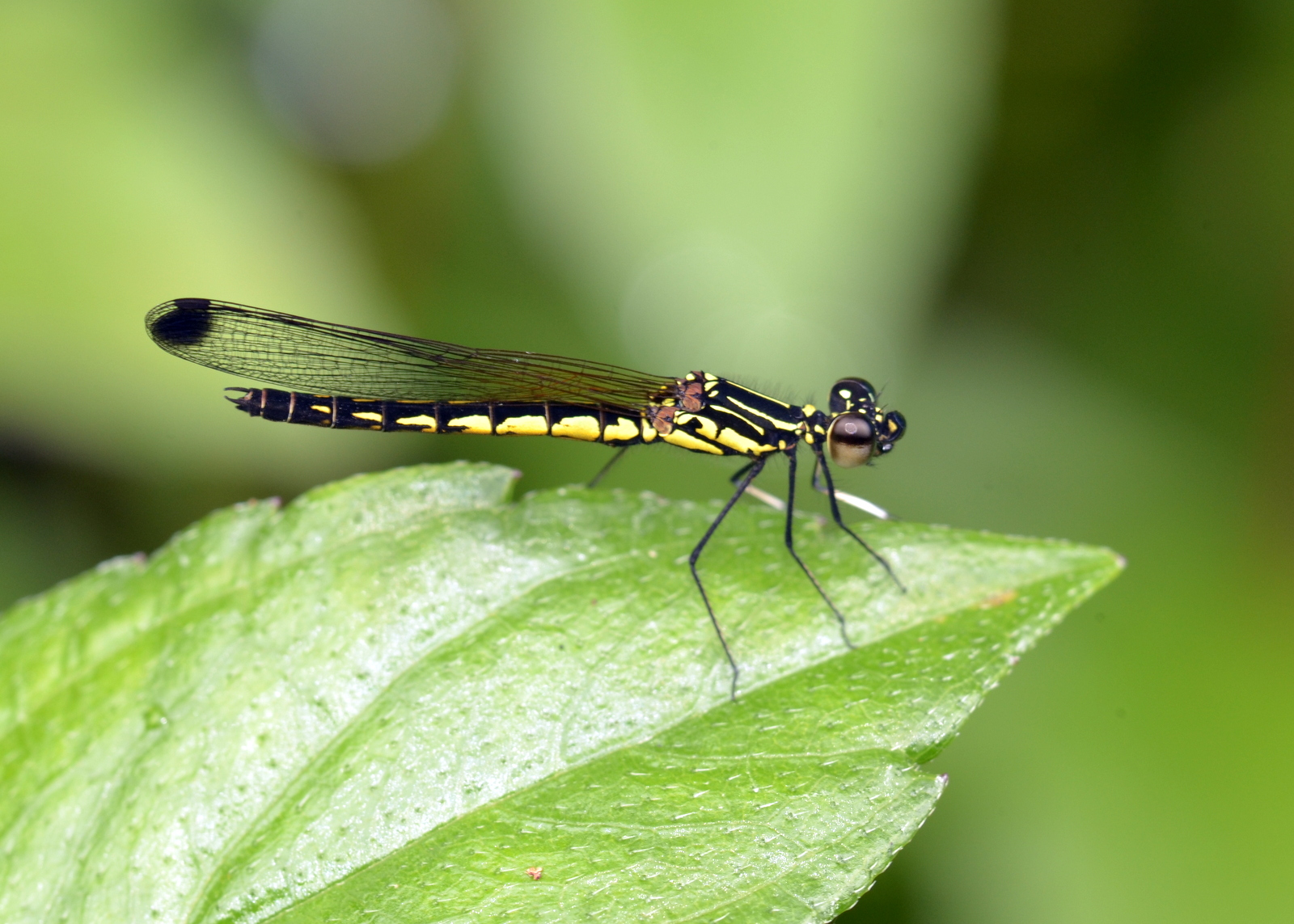
♂
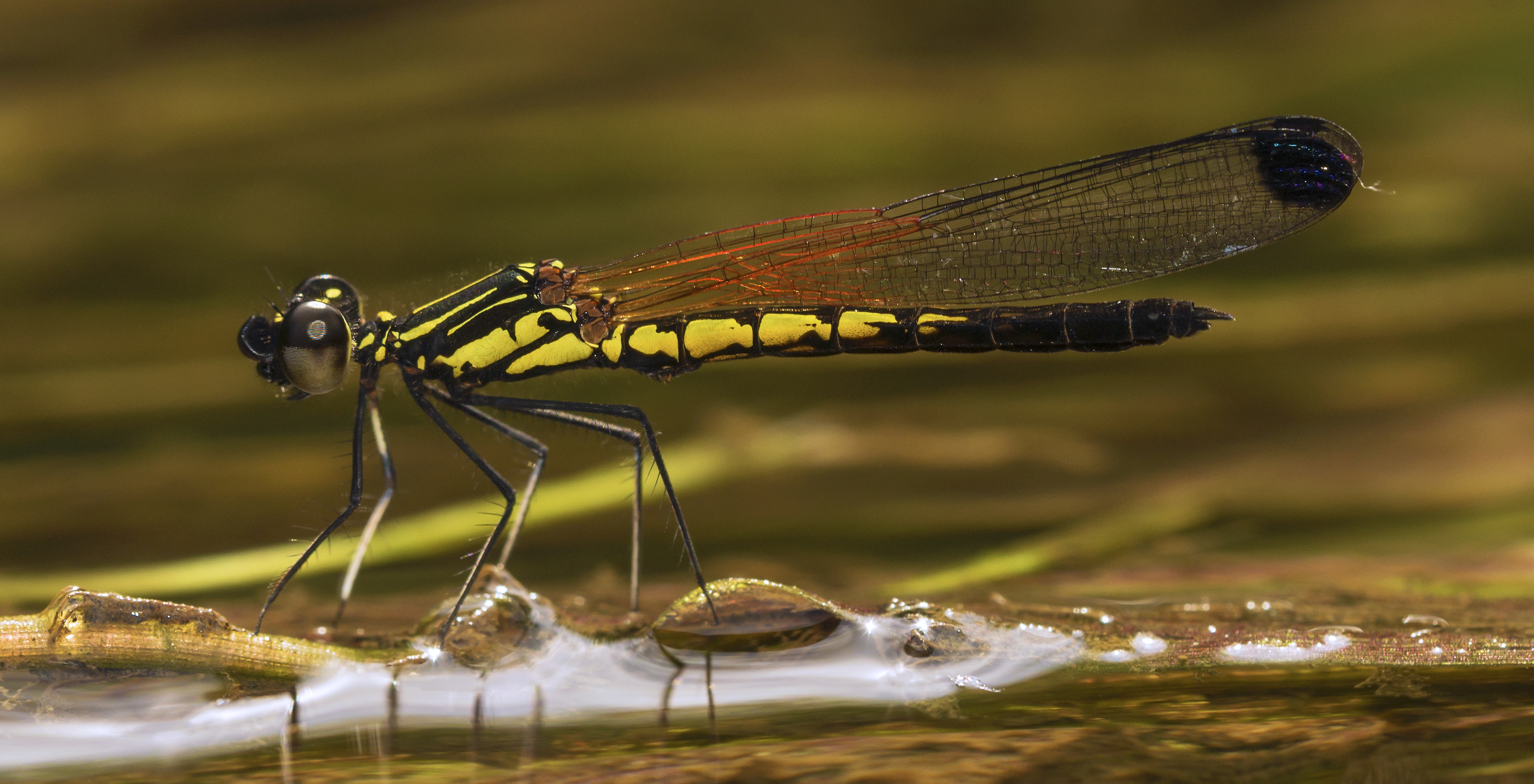
♂
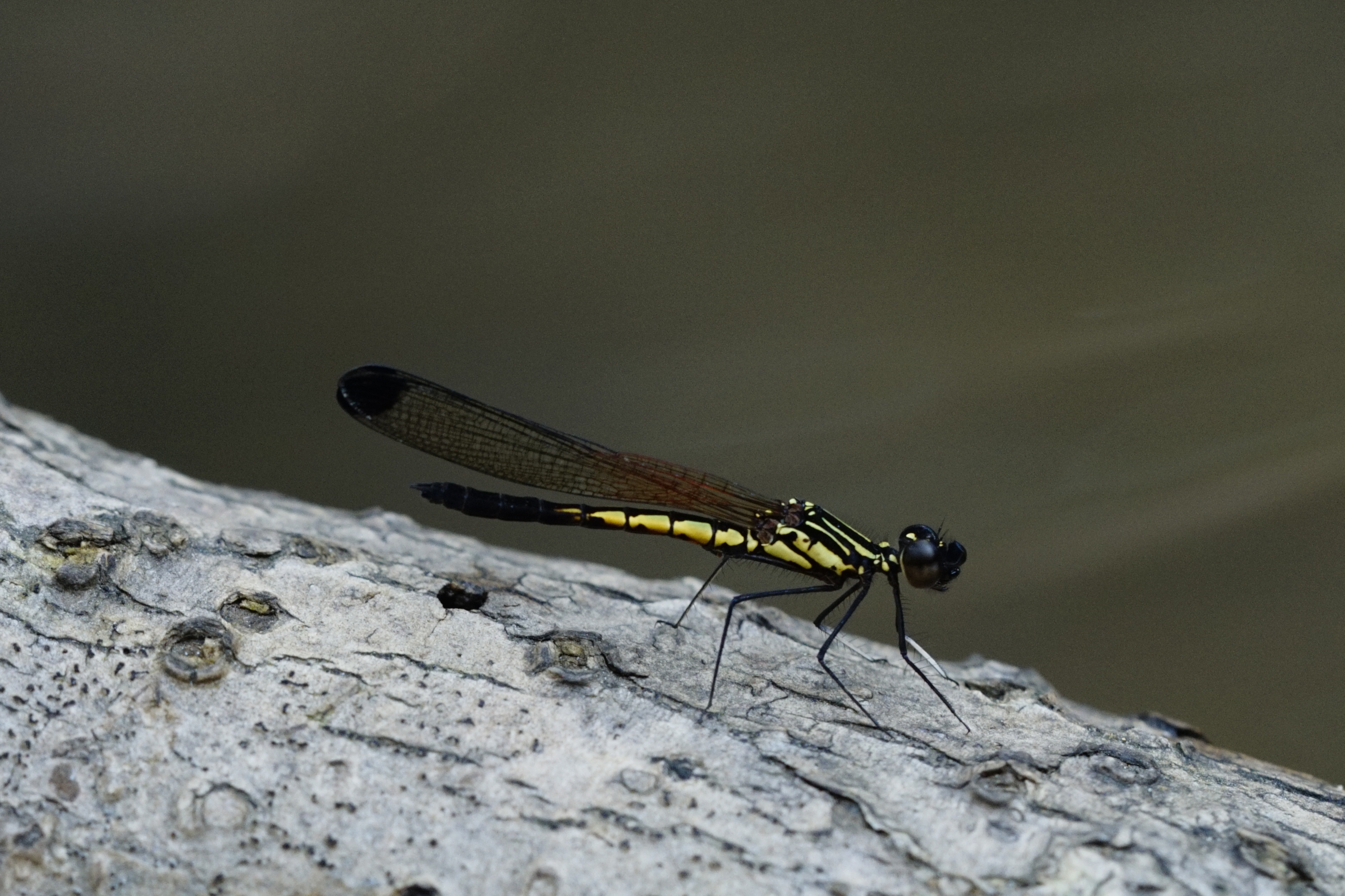
♂
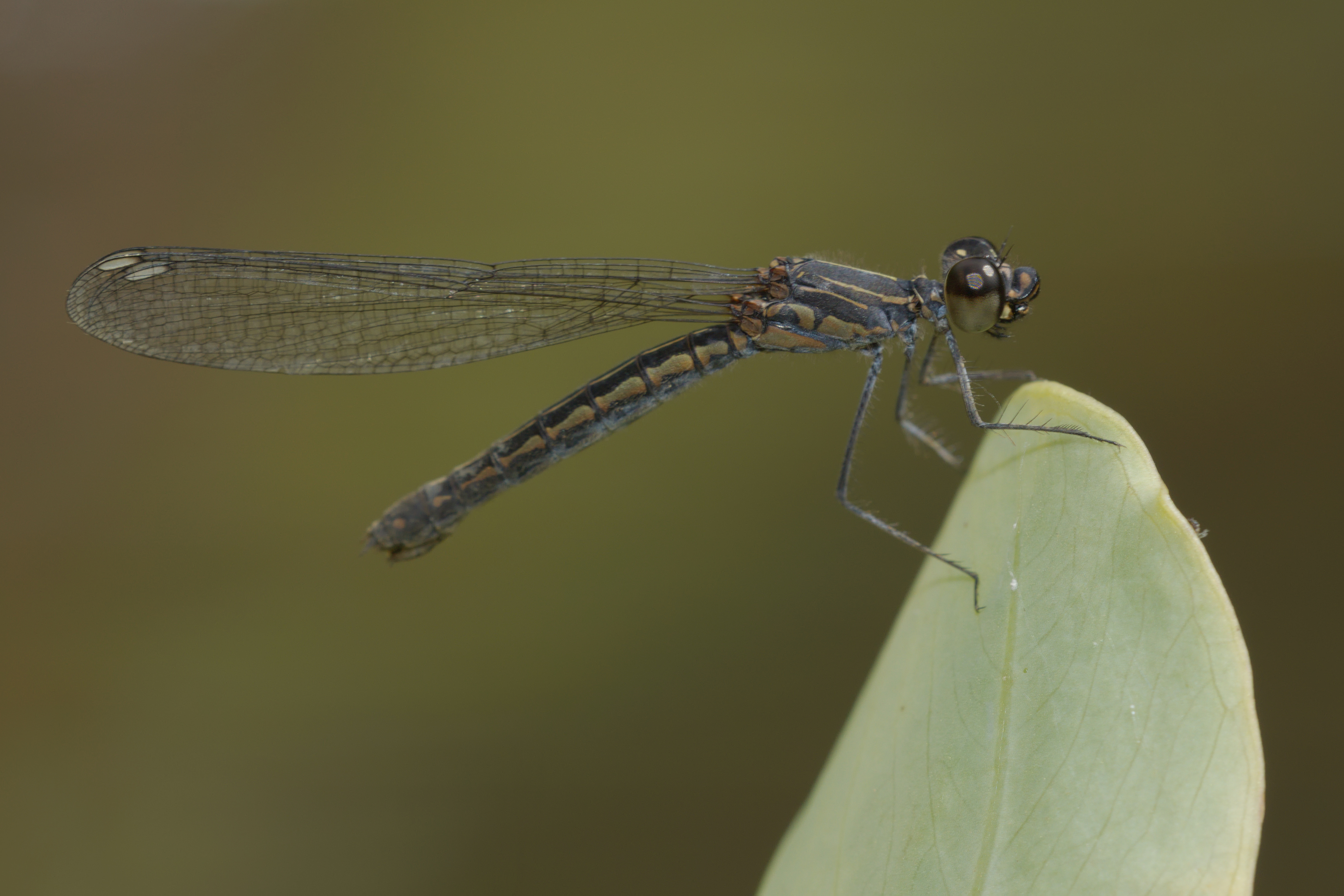
♀